# Stolnica sv. Mavricija in Katarine, Magdeburg
Stolnica sv. Mavricija in Katarine (uradno Dom zu Magdeburg St. Mauritius in Katharina) je pridigarska cerkev regionalnega škofa Evangeličanske cerkve v osrednji Nemčiji, protestantska župnijska cerkev in hkrati simbol mesta Magdeburg v Nemčiji.
Stolnica je prva gotska zgradba, ki je nastala na začetku in prva gotska stolnica na nemških tleh. Zgrajena je bila od leta 1207 ali 1209 kot stolnica Magdeburške nadškofije in posvečena leta 1363. Stolnica je grobna cerkev Otona I. Velikega, svetega rimskega cesarja in z Ottom von Guerickejem tudi zaščitnik »Ottostadt Magdeburg«.

## Zgradba
Magdeburška stolnica je triladijska bazilika s korom v obliki latinskega križa. V primerjavi z večino takšnih struktur ima nekaj posebnih značilnosti:
- Ima opornike, vendar nima opornik lokov.
- Stranski ladji in ambulatorij imajo ali niso imeli nagnjenih streh, ampak streho prečno na svetlobno nadstropje. Posledično je bil nepotreben triforij.
- Kor ima prerez bazilike z emporo, vendar nad stranskimi ladjami ni empor.
- Čeprav so vsi banjasti korni oboki koničasti, dva izmed rebrastih nimata konice.
- V vzdolžnem prerezu glavne ladje je prikazan spremenljiv sistem: obok ladje ima na en arkadni lok dve obočni poli. Vsak drugi steber osrednjega oboka ladje tako stoji nad vrhom arkadnega loka.

Stavbe in arheološke najdbe kažejo na nekaj sprememb v prvih letih in desetletjih gradnje:
- Ambulatorij naj bi bil sprva ožji, poligonalne kapele pa naj bi imele obliko polkrožnih apsid.
- Pet trapezoidnih obočnih pol izvedenega kornega obhoda ima križne oboke, čeprav imajo podporni stebri obokana rebra. Te obočne pole imajo sklepnike, ki so redki v križnih obokih.
- Empora nad ambulatorijem sprva ni bila načrtovana.
- Visoki kor je višji od prvotno načrtovanega, tako da so bili njegovi stebri v obdobju gradnje okrepljeni.
- Na vzhodni strani obeh transeptovih krakov so bili predvideni bočni stolpi le do ravni strehe transepta in visokega kora.

Bolj regionalna tradicija kot francoski vzori se zavzema za srednji del zahodne fasade, ki daleč presega glavno ladjo.

## Zgodovina

### Predhodne stavbe
Oton I. Veliki je leta 937 ustanovil samostan svetega Mavricija, leta 946 pa je tam pokopal svojo prvo ženo Edith. Očitno je Oton že določil Magdeburg kot svoje pokopališče in v zvezi s tem je že leta 950 deloval pri ustanovitvi nadškofije v Magdeburgu. Pred bitko na Lechfeldu je Oton obljubil, še pred kronanjem za cesarja 2. februarja 962, da v primeru zmage v Merseburgu  ustanovi škofijo - očitno naj bi škofija pripadala že ustanovljeni nadškofiji Magdeburg. V 950-ih letih se je izkazal kot odlična novogradnja. Da bi poudaril svojo cesarsko zahtevo v zaporedju svetih rimskih cesarjev, je v Magdeburg prinesel številne zaklade, vključno Codex Wittekindeus, evangeliarij, ki je nastal v samostanu Fulda, in na primer, antične stebre, ki so bili pozneje postavljeni v kor poznoromanske-gotske stolnice. Prva stolnica je bila verjetno triladijska bazilika z vzhodno prečno ladjo, vzhodno kripto in velikim atrijem na zahodu. Severno, na današnjem stolničnem trgu, je bila druga, skoraj enako velika in izjemno bogato okrašena verska stavba neznanega patrocinija ki je oblikovala par s stolnico. Leta 968 je bil Magdeburg, ob skupščini v Raveni povišan v nadškofijo in Adalbert iz Trierja je postal prvi nadškof. Moritzkirche je bila povzdignjena v stolnico.
20. aprila 1207 (Veliki petek)  je ogenj uničil večino Magdeburga, vključno s stolnico, severno cerkvijo in cesarsko palačo. Albreht I. von Käfernburg je porušil ruševine stolnice in septembra 1207 položil temeljni kamen za današnjo (tretjo) stolnico, za katero so bili ponovno uporabljeni kamni in stebri stare stolnice.

### Gradnja sedanje cerkve
Nadškof Albreht je študiral v Franciji in pogosto se domneva, da je odločitev za sodoben, gotski tloris njegova. To zagotovo ni mogoče dokazati. Kor se je začel graditi leta 1209, dve leti po tem, ko je stara stolnica pogorela. Zasnova je bila od začetka gotska. Pri izvedbi so bili očitno problemi: kapele v ambulatoriju gotskega rebrastega oboka so v pritličju križnoobokane (kar dejansko pripada romaniki) na stebrih ali stenah, ki očitno zagotavljajo strop rebrastih obokov.  Visokogotsko svetlobno nadstropje kora je bil izveden višje, kot je bilo prvotno načrtovano.
Spremenjena konstrukcijska os je najverjetneje posledica dejstva, da je bila stolnica zdaj poravnana z grobnico Otona Velikega. Bila se je na severni strani otonske stolnice, verjetno v severni prečni ladji, v novi gotski stavbi, je bila na prehodu med vrstami kornih klopi. Edita, prva  Otonova žena, je bila najprej pokopana v cerkvi samostana Moritzkloster. Grobnico so nato preselili v severni transept otonske stolnice. Grobnica je morala biti premaknjena na to po začetku gotske novogradnje. Grobnica, ki je bila postavljena na vrh ambulatorija, po najnovejših arheoloških najdbah  vsebuje ostanke njihovih kosti v majhnem svinčenem zaboju.
Že med gradnjo kora je bilo odločeno, da se stavba zgradi višja in daljša. Spremembe načrta so zaznavne tudi v transeptu in v vzhodnih obokih ladje. V drugi polovici 13. stoletja je prišlo do večletne prekinitve gradnje (listina 1274). Magdeburška saga o »pastirju v stolnici v Magdeburg« sega nazaj v to prekinitev in posledično nadaljevanje gradbenih ukrepov. Po njenem mnenju bi moral pastir, ki je živel okoli leta 1240 z imenom Thomas Koppehele, ki je prihajal iz brandenburškega Gräfendorfa blizu Jüterboga, najti zlat zaklad, medtem ko je pasel ovce. Podaril ga je nekdanjemu magdeburškemu nadškofu, ki je tako lahko bistveno pospešil gradnjo stolnice v Magdeburgu. Nadškof je iz hvaležnosti imel kamnito podobo pastirja, njegovega služabnika in njihovih psov, ki so bili postavljeni nad tako imenovanimi vrati Paradiža, severni vhod v stolnico, kjer jo je še danes mogoče videti.
Nova stavba se je nato nadaljevala in postopoma gradila proti zahodu. Obokanje bi moralo biti končano v 1360-ih. Nazadnje je bila leta 1363 posvečena nova ladja. Zahodna fasada in stolpi so bili zgrajeni v treh fazah, klet pred letom 1274, drugo nadstropje v tretji četrtini 14. stoletja - verjetno približno enako kot glavna ladja - in stolpi v drugi polovici 15. stoletja ali v prvi četrtini 16. stoletja. Razširitev razpona stolpa za pogrebno kapelo je potekala pod nadškofom Ernstom II. Leta 1520 je bila stolnica dokončno dokončana. 
Južno od stolnice so našli križni hodnik, ostanke Moritzklostera, ustanovljeni leta 937, ki so ga postavili leta 968 nadškofje kapitlja Magdeburga.

### Reformacija in tridesetletna vojna
V času reformacije je bil Magdeburg trdnjava protestantizma, nenazadnje tudi zato, ker je nadškof Albreht Brandenburški radodarno delil odpustke in s tem pritegnil nezadovoljstvo državljanov. Po njegovi smrti leta 1545 je bila stolnica 20 let zaprta. Leta 1567 je stolnica postala protestantska, na prvi dan adventa je bila praznovana prva protestantska maša. Prvi protestantski stolnični pridigar je bil Siegfried Saccus, pomožni pridigar Martin Gallus. 1618 Heinrich Schütz, Samuel Scheidt in Michael Praetorius so sodelovali pri obnovi glasbe v stolnici.
Med tridesetletno vojno so 20. maja 1631 čete cesarja Ferdinanda II. pod generalom Tillyjem in voditeljem vojakov Pappenheimom osvojile Magdeburgom. O kasnejšem pokolu, v katerem je skoraj dve tretjini prebivalstva ali okoli 20.000 umrlo, mesto ni bilo samo oplenjeno ampak skoraj popolnoma uničeno v požaru, tako imenovani Magdeburški poroki. Med 2000 in 4000 ljudi je bilo tri dni brez hrane v stolnici, ki ji je ogenj prizanesel in naj bi svoje preživetje dolgovali stolničnemu pridigarju Reinhardu Bakeu, ki je pred Tillyjem pokleknil, ko je prosil za življenje zapornikov. Tilly je stolnico očistil in 25. maja vodil katoliško službo ob praznovanju zmage. Pregovor pravi, da je cesar "sklenil poroko" z magdeburško deklico (iz grba mesta). Nadškofija v Magdeburgu je prišla pod vladavino katoliškega nadškofa.
Po Vestfalskem miru je bila leta 1680 sekularizirana nadškofija in posesti so  postale del mejne grofije Brandenburg. Po letu 1806, ko se je Magdeburg predal Napoleonu, se je stolnica tradicionalno uporabljala kot skladišče in tudi kot konjušnica. Železni obročki, vstavljeni v stene križnega hodnika, naj bi bili iz tega časa. Zasedba se je končala leta 1814. Friderik Viljem III. Pruski je imel stolnico med letoma 1826 in 1834.

### 20. stoletje
V začetku dvajsetega stoletja je kratek čas delovalo parno ogrevanje, z izhodnimi odprtinami v tleh in v najnižjih delih oken ladje. Za to so bila okna zmanjšana in pritrjene umetno oblikovane rešetke.  V času Weimarske republike in nacionalsocializma je bil Ernst Martin pridigsr. Bil je politično nacionalno-konzervativen in še posebej blizu jeklenim čeladam in vstopil v DNVP (Deutschnationale Volkspartei). Jeseni leta 1932 je vodil amšo v stolnici za SA (Sturmabteilung), v kateri so pozdravili zastave SA. 
Stolnica je bila močno poškodovana med drugo svetovno vojno. Med prvim bombnim napadom zaveznikov na stolnico 12. septembra 1944 je bomba, ki je razbila južno stran ladje, poškodovala ali uničila epitafe, vsa okna in celotno leseno sedežno pohištvo, razen kornih klopi. V najhujšem zračnem napadu na Magdeburg 16. januarja 1945 je nekaj eksplozivnih bomb padlo v stranske ladje. Skupno je bilo porušenih približno 300 m² obokov. Poleg tega je se je 17. februarja 1945 sredi dneva in brez predhodnega opozorila, sprožila požarno bombo proti zahodni strani stolnice. Eksplozivna naprava je prodrla v fasado stolpa na nivoju tretjega nadstropja in obokan strop je padel na glavne orgle.  Nastali požar so pogasili, tako da je strešna konstrukcija ostala v veliki meri nedotaknjena.
Ohranjeni so bili le vzhodni deli s korom, ambulatorij in korna empora. Po obnovitvenih delih je bila stolnica ponovno odprta 22. septembra 1955. Od leta 1983 so deli stolnice ponovno obnovljeni. Leta 1990 je bil nameščen sončni sistem. Leta 2005 so bila zaključena gradbena dela na severnem stolpu, leta 2006 je bil obnovljen južni stolp in streha refektorija. Od leta 2006 se zgodovina gradnje Magdeburške stolnice preučuje z arheološkimi izkopavanji, da bi pridobili informacije o predhodnih zgradbah stolnice. V tej preiskavi so v domnevnem Scheingrabu odkrili ostanke pokojne kraljice Edgite, žene Otona Velikega.
Stolnica je postala izhodišče mirne revolucije v Magdeburgu leta 1989. Velik prispevek k temu je prinesel poziv domačih pridigarjev Giselherja Quasta in Waltrauta Zachhuberja k preudarnosti. Poleg škofovske cerkve Evangeličanske cerkve Saške s približno 533.000 verniki (do 2003) je tudi župnijska cerkev za protestantsko Domgemeinde, ki obstaja od leta 1869. Od združitve EKKPS z Evangeličansko luteransko cerkvijo v Turingiji je stolnica episkopalna cerkev novo ustanovljene Evangeličanske cerkve v osrednji Nemčiji. Po združitvi Nemčij je stolnica postala last fundacije Stolnice in gradovi na Saškem - Anhaltu, ustanovljene leta 1996. Stolnična skupnost ima pravico do neomejene uporabe stolnice.

### 21. stoletje
Stavbo vsako leto obišče več kot 100.000 turistov. Od pomladi 2005 je bil dostopen tudi en stolp. V letu 2009 je bila slovesno praznovana 800. obletnica poznoromanske-gotske stolnice. V ta namen je bila stolnica predstavljena od decembra 2008 in nekaj več kot eno leto popolnoma brez odrov.

## Arhitektura
Gradnja gotske stavbe stolnice je trajala več kot 300 let od začetka gradnje leta 1209 do dokončanja stolpov leta 1520. Stolnica ima skupno notranjo dolžino 120 m in višino stropa 32 m. Južni stolp je visok 99,25 m. Razgledna ploščad severnega stolpa je na višini 81,5 m se lahko vzpne v okviru vodenih ogledov po 433 stopnicah. 
Tla tako blizu Elbe so mehka, razen skale, ki sega v reko. Na tej skali, ki se imenuje tudi Domfelsen, je bila zgrajena stolnica. Ker je skala preozka za celotno stolnico, južni stolp ni na Domfelsnu. Ta stolp je zato lažje zgrajen, nima širokega stopnišča, zvonovi pa so nameščeni v severnem stolpu. Skalo je mogoče videti le, če je Laba nizka. Ker je malo dežja po navadi pomenilo slabo žetev, se je Domfelsen popularno imenoval »skala lakote«.

### Zunanjost
- Risba zahodne fasade
- Zahodna fasada
- Timpanon z Marijinim vnebovzetjem nad portalom severnega transepta
- Sončna ura na južnem transeptu
- Bruhalnik
- Bruhalnik

## Oprema
Kljub temu, da je bila stolnica večkrat oropana in skoraj uničena, vsebuje veliko dragocenih delov opreme in umetniških zakladov.

### Prižnica
Prižnica je eno najpomembnejših renesančnih umetniških del v Nemčiji, ki jo je leta 1597 izdelal kipar Nordhäuser Christoph Kapup iz mehke kamnine alabaster. Na košari prižnice so upodobljeni: sveti Janez Krstnik, Kristus Odrešenik, sveti Mavricij, sveta Katarina. Podpora jo sveti Pavel kot nosilec košare. Na stopnicah so prikazani: Bog z Adamom in Evo v raju, Izvirni greh, Vesoljni potop. V letu 2009 je bila dokončana kompleksna obnova.

### Kipi modrih in nespametnih devic
Deset kipov modrih in neumnih devic iz Rajskih vrat iz 1240/50 je bilo pozneje postavljenih na stene severnega portala. To je prvo monumentalno ustvarjanje te teme, polno plastične neposrednosti v primerjavi z veliko bolj zadržanimi upodobitvami iste teme v obdobju pred tem, ki pa je bilo veliko manjše. Slogovno stojijo med figurami kneza Bambergerja in tistimi iz Naumburga. Domneva se, da je kipar delal v Bamberški šoli ali pa se je tam učil. Figure so upodobljene v kostumih iz 13. stoletja.

### Druga umetnost
Naslednji seznam drugih umetnostnih in kulturnih zakladov ni popoln, vendar prikazuje izbor najpomembnejših del.
- V apsidi so stari stebri iz porfirja, marmorja in granita, morda  iz Ravene. Za izdelavo prve stolnice je iz Italije stebre pripeljal Oton I.
- Po tradiciji je Oton I. s seboj prinesel tudi krstilnik, ki naj bi bil prvotno rimski vodnjak. Kamen je porfido rosso in naj bi prišel iz Hurgade v Egiptu. Zato bi bil dacit.
- Grobnica cesarja Otona I. je v koru. Ob odprtju groba leta 1844 so našli okostje in obleko.
- Epitaf kanonika Johanna von Randowa (1526-1572)
- Oltarna plošča glavnega oltarja v koru, izdelana iz češkega marmorja, ki meri 4,30 m in 1,95 metra, je največja v krščanskem svetu. Oltar je bil posvečen leta 1363. [10]
- Kipa svete Katarine in svetega Moritza sta istega umetnika in sta nastala okoli leta 1250. Kip svetega Moritza je najstarejša znana evropska predstavitev črnca.
- Vladajoči par iz 13. stoletja iz okoli 1250, ki je nastal po šestnajststranski kapeli, predstavlja priljubljeno prepričanje po Otonu I. in Editi.
- Korne klopi izvirajo iz leta 1363. Rezbarije upodabljajo prizore iz Jezusovega življenja. Neznani mojster je verjetno ustvaril tudi korne klopi bremenske stolnice.
- Magdeburška stolnica vsebuje številne zgodovinske nagrobnike, epitafe in nagrobne plošče od 12. do 14. stoletja, vključno z nadškofom Friedrichom von Wettinom; ob vznožju je znana figura Deček si izdira trn, ki jo je  Goethe označil kot »barbarsko imitacijo« istega imena na Kapitolu v Rimu.
- Magdeburški spomenik je leta 1929 oblikoval Ernst Barlach in je posvečen žrtvam prve svetovne vojne. V času nacizma je bil tudi čas začasno odstranjen ob pozivu takratne stolnične skupnosti in leta 1955 spet postavljen v stolnico.
- Razpelo v obliki drevesa življenja v kapeli v križnem hodniku sega v leto 1986 Jürgena Weberja. Jezus visi na posušenem drevesu namesto na križu. Na mestih, kjer se njegova kri dotakne drevesa, to spet oživi.

- Grobnica Otona I. v koru
- Vladajoči par, Oton I. in Edgitha iz Wessexa
- Detajl korne klopi
- Epitaf
- Glava svetega Mavricija
- Nagrobna plošča kanonika Johanna von Randowa
- Bronast epitaf Georgiusa Koppeheleja († 1604), vikarja in ustanovitelja fundacije Georga Koppeheleja
- 4. od vzhoda) severni zunanji steber v ambulatoriju: raj: od leve: Adam (gol), Eva, kača (iz rastline), bog oče (bradati), druga glava

## Križni hodnik
Križni hodnik ima trapezoidni tloris, saj so tri njegova krila poravnana s predhodnico stolnice iz 10. stoletja. Južno krilo je še vedno romansko. V vzhodnem krilu je velika dvoladijska dvorana, imenovana tudi refektorij. Marijina kapela je bila zgrajena v 15. stoletju. 
- Romanska južna stran in gotska vzhodna stran
- Romanska južna stran
- Gotska vzhodna stran
- Dvoladijska dvorana v gotskem vzhodnem krilu